# Rotores de Portugal

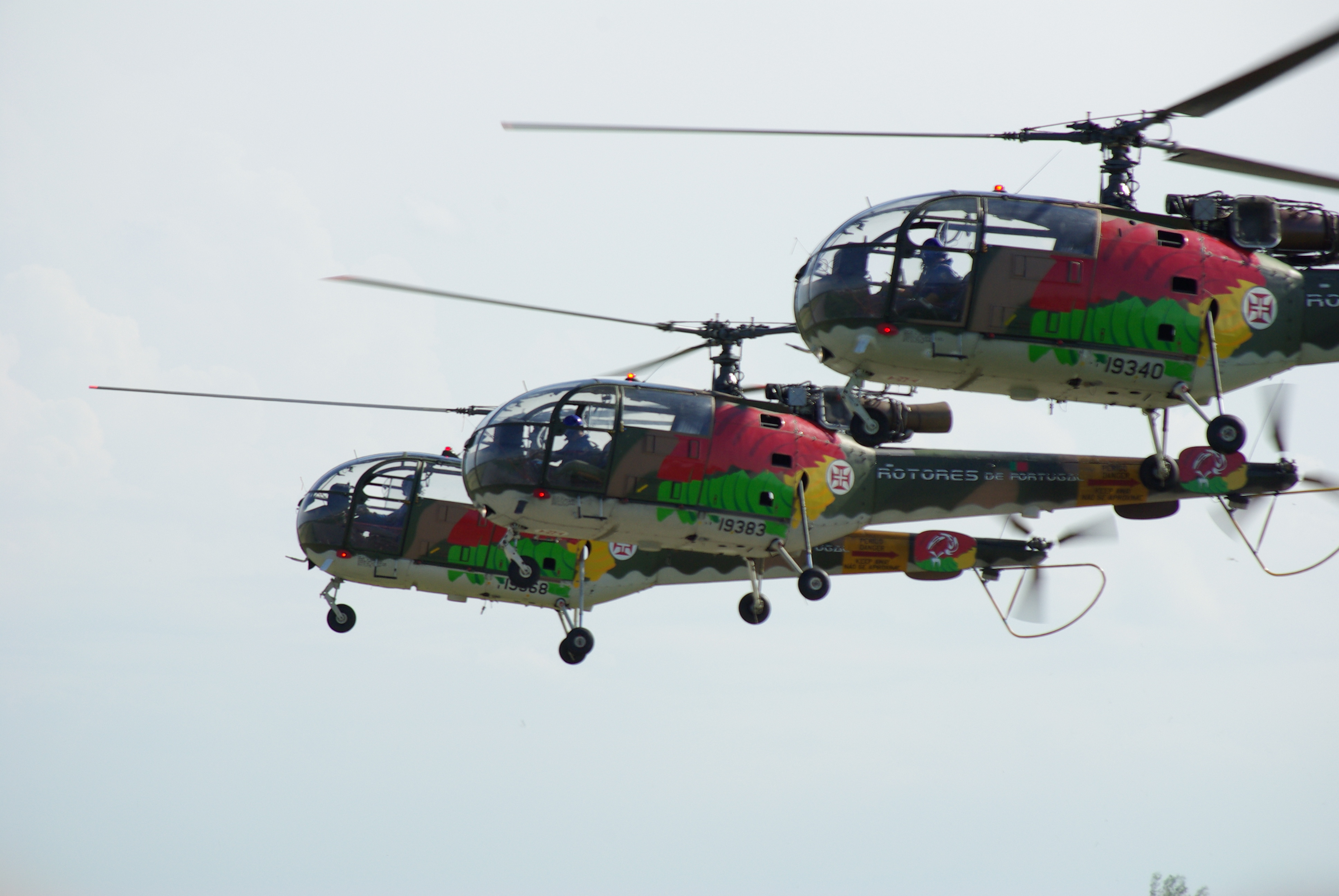

Os "Rotores de Portugal" foram a patrulha de acrobacia aérea com helicópteros da Força Aérea Portuguesa.
Os Rotores de Portugal operam helicópteros Alouette III e estavam integrados na Esquadra 552, sedeada na Base Aérea de Beja.
A patrulha Rotores de Portugal foi criada em Abril de 1976, integrada, na altura na Esquadra 33 da Base Aérea de Tancos.